# إرفين كوين
إرفين كوين (بالهولندية: Erwin Koen)‏ (7 سبتمبر 1978 بدن هيلدر في هولندا - ) هو لاعب كرة قدم هولندي في مركز الظهير. شارك مع منتخب هولندا تحت 21 سنة لكرة القدم. أما مع النوادي، فقد لعب مع ألمانيا آخن وبادربورن 07 وروت فايس إيسن وفيهين فيسبادن ونادي غرونينغن ونادي تلستار ‏ وFC Gütersloh ‏ و1. SC Göttingen 05 ‏ وJVC Cuijk ‏ وDe Treffers ‏ و1. SC Göttingen 05 ‏ وغوترسلوه 2000 ‏.

## وصلات خارجية
- إرفين كوين على موقع قاعدة بيانات كرة القدم.إي يو (الإنجليزية)
- إرفين كوين على موقع بيانات كرة القدم. دي إي (الألمانية)
- إرفين كوين على موقع عالم كرة القدم.نت (الإنجليزية)